# Milichus dudleyi
Milichus dudleyi là một loài bọ cánh cứng trong họ Bọ hung (Scarabaeidae).